# بوتر ستيوارت
بوتر ستيوارت (بالإنجليزية: Potter Stewart)‏ (23 يناير 1915-7 ديسمبر 1985)، محامٍ وقاضٍ أمريكي، كان قاضياً في المحكمة العليا للولايات المتحدة من 1958 إلى 1981، وخلال فترة ولايته، قدم، من بين مجالات أخرى، مساهمات كبيرة في وصول العدالة الجنائية والحقوق المدنية إلى المحاكم.
بعد تخرجه من كلية ييل للحقوق عام 1941، خدم ستيوارت في الحرب العالمية الثانية كعضو في البحرية الأمريكية. بعد الحرب، مارس القانون وعمل في مجلس مدينة سينسيناتي. في عام 1954، عين الرئيس دوايت دي أيزنهاور ستيوارت في منصب قاضٍ في محكمة الاستئناف الأمريكية للدائرة السادسة. في عام 1958، رشح أيزنهاور ستيوارت ليكون خلفًا للقاضي المتقاعد هارولد هيتز بيرتون، وفاز ستيوارت بأصوات مجلس الشيوخ في العام التالي. كان في كثير من الأحيان من الأقلية خلال محكمة وارن لكنه ظهر كصوت حيادي في المحكمة. تقاعد ستيوارت في عام 1981 وخلفه ساندرا داي أوكونور.
كتب ستيوارت رأي الأغلبية في قضايا بارزة مثل شركة جونز ضد ألفريد، كاتز ضد الولايات المتحدة، تشيميل ضد كاليفورنيا، وسييرا كلوب ضد مورتون. كتب آراء مخالفة في قضايا مثل إنجل ضد فيتالي، في قضية إن ري غولت، وغريسولد ضد كونيكتيكت.

## تعليمه
وُلد ستيوارت في جاكسون، ميشيغان، بينما كانت عائلته في إجازة. لوالديه هارييت إل (بوتر) وجيمس غارفيلد ستيوارت. شغل والده، وهو جمهوري بارز من مدينة سينسيناتي بولاية أوهايو، منصب عمدة مدينة سينسيناتي لمدة تسع سنوات وأصبح لاحقًا قاضياً في محكمة أوهايو العليا.
حصل ستيوارت على منحة أكاديمية لحضور مدرسة هوتشكيس المرموقة، إذ تخرج في عام 1933، ثم التحق بجامعة ييل، تخرج في عام 1937 بدرجة البكالوريوس في الآداب بامتياز.  شغل منصب رئيس جريدة ييل اليومية. بعد دراسة القانون الدولي في جامعة كامبريدج في إنجلترا لمدة عام، التحق ستيوارت بكلية ييل للحقوق وتخرج منها بامتياز في عام 1941 بدرجة بكالوريوس في القانون. أثناء وجوده في كلية ييل للحقوق، كان محررًا في المجلة التابعة للجامعة، ومن بين الأعضاء الآخرين في تلك الحقبة جيرالد آر فورد وبيتر إتش دومينيك ووالتر لورد وويليام سكرانتون وآر سارغنت شرايفر وسايروس آر فانس وبايرون آر وايت، وأصبح الأخير فيما بعد زميله في المحكمة العليا للولايات المتحدة.

## مهنته
خدم ستيوارت في الحرب العالمية الثانية كعضو في البحرية الأمريكية على متن ناقلات النفط.  في عام 1943، تزوج ماري آن بيرتلز في حفل أقيم في كنيسة بروتون الأسقفية في ويليامزبرغ، فيرجينيا، في النهاية أنجبا ابنة: هارييت (فيركستيس)، وولدان: بوتر جونيور وديفيد. انتُخب في أوائل الخمسينيات من القرن الماضي لعضوية مجلس مدينة سينسيناتي.

## خدمة الدائرة السادسة
رُشّح ستيوارت من قبل الرئيس دوايت دي أيزنهاور في 6 أبريل 1954، ليشغل مقعدًا في محكمة استئناف الولايات المتحدة للدائرة السادسة التي ترأسها القاضي زينوفون هيكس. وافق مجلس الشيوخ على القرار في الولايات المتحدة في 23 أبريل 1954، وتسلم مهمته في 27 أبريل 1954، وأنهيت خدمته في 13 أكتوبر 1958، بسبب ترقيته إلى المحكمة العليا.
حصل ستيوارت على موعد من الرئيس دوايت دي أيزنهاور في 14 أكتوبر 1958، ليشغل مقعدًا في المحكمة العليا للولايات المتحدة برئاسة القاضي المساعد هارولد هيتز بيرتون. رُشِّح لنفس المنصب من قبل الرئيس أيزنهاور في 17 يناير 1959، ووافق عليه مجلس الشيوخ بتصويت 70-17 في 5 مايو 1959، وتلقى مهمته في 7 مايو 1959.